# Winnie the Pooh
Winnie-the-Pooh (Winny de Puh en los libros originales traducidos al español, y también llamado Winnie Pooh en traducciones en español de Disney) es un personaje ficticio, un osito de peluche antropomorfo que es protagonista de varios libros creados por Alan Alexander Milne. Posteriormente protagonizó numerosas adaptaciones de The Walt Disney Company.
La primera colección de historias sobre este personaje comenzó con el libro Winnie-the-Pooh (1926) y continuó con The House at Pooh Corner (1928). Milne también incluyó un poema sobre el osito, tanto en el libro para niños When We Were Very Young (1924) como en Now We Are Six (1927); los cuatro volúmenes fueron ilustrados por E. H. Shepard. Las historias de Pooh han sido traducidas a múltiples idiomas, incluyendo la traducción al latín de Alexander Lenard, Winnie ille Pu, publicada por primera vez en 1958. En 1960 se convirtió en el único libro en latín en entrar en la lista de libros más vendidos del periódico The New York Times.

## Historia

### Origen

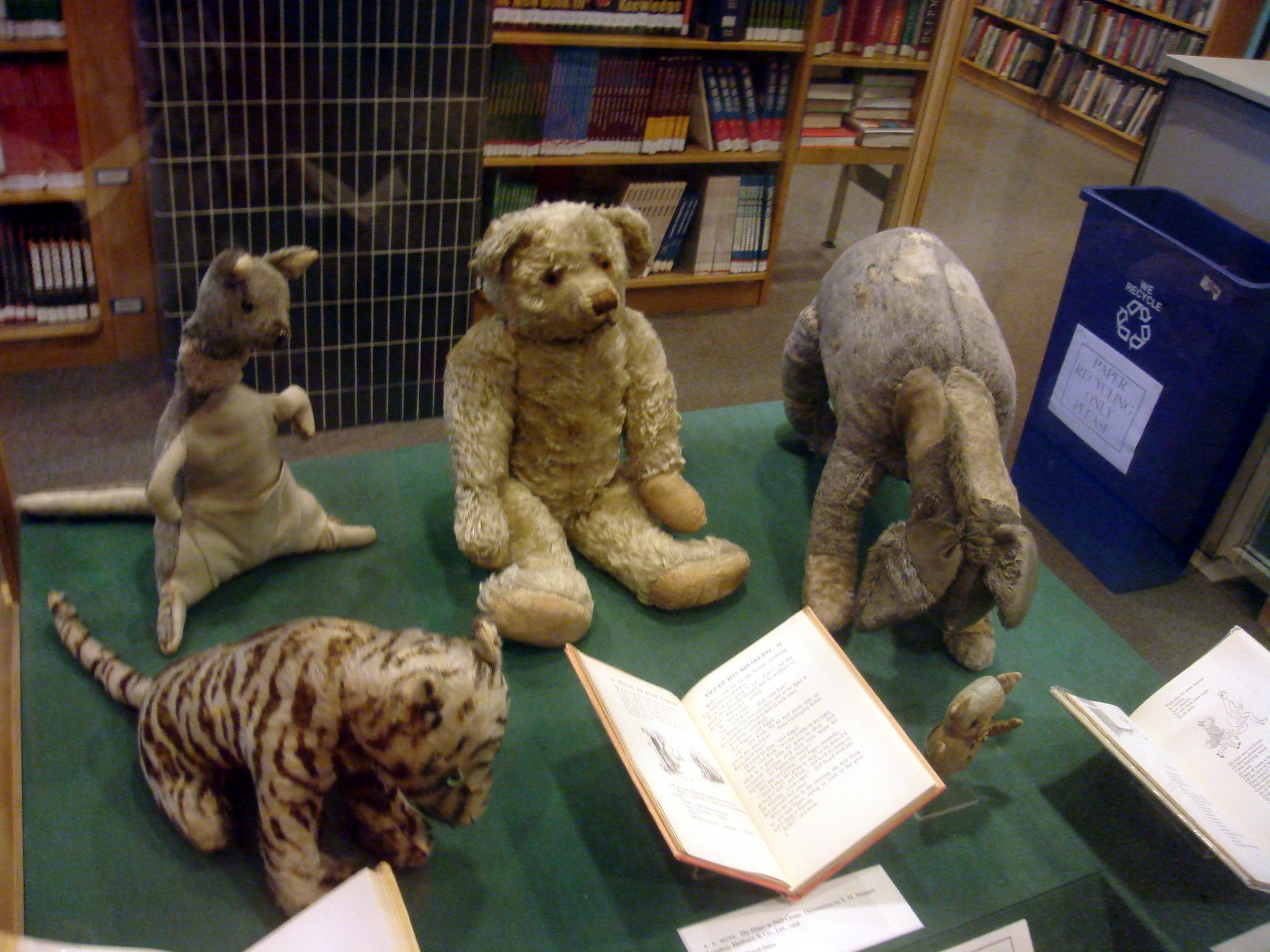
Peluches originales de Christopher Robin. Desde la izquierda en el sentido de las agujas del reloj: Tigger, Kanga (Cangu), Edward Bear (Winnie-the-Pooh), Eeyore (Ígor), y Piglet.

A. A. Milne dio a su personaje el nombre de ‘Winnie-the-Pooh’ por un oso de peluche que pertenecía a su hijo, Christopher Robin Milne, quien, a su vez, nombró al juguete a partir de una osezna negra canadiense llamada Winnie que había visto en el Zoológico de Londres.
La osezna fue comprada por el teniente veterinario H. Colebourn en 1914 cuando el tren que transportaba tropas con destino a Inglaterra desde Winnipeg (Manitoba, Canadá) se detuvo en el pequeño pueblo de White River (Ontario), durante la Primera Guerra Mundial. La llamó Winnie por su ciudad adoptiva, Winnipeg, ya que él era británico de nacimiento. La cachorra se convirtió en mascota de la brigada 34.ª Fort Garry Horse, a la que pertenecía el militar. A su paso por Inglaterra, Colebourn prefirió dejar a Winnie en el Zoológico de Londres para que la cuidaran mientras él y su unidad estaban en Francia; después de la guerra fue donada oficialmente al zoológico debido a que se había convertido en una de las atracciones más populares.
En el primer capítulo de Winnie-the-Pooh, Milne ofrece su explicación de por qué Winnie-the-Pooh es a menudo llamado simplemente «Pooh»: 

Pero los brazos le quedaron tan rígidos después de aferrarse a la cuerda del globo todo ese tiempo que los tuvo alzados en el aire por más de una semana, y cada vez que una mosca se acercaba volando y se le posaba en la nariz tenía que espantarla soplando. Y creo ―aunque no estoy seguro― que es por eso que siempre lo llamaban Puh.

El escritor estadounidense William Safire sugirió que la invención de Milne del nombre Winnie the Pooh pudo haber estado influenciada por el personaje Pooh-Bah, de la ópera El Mikado (1885) de Gilbert y Sullivan. Si bien, Milne reveló que la segunda parte del nombre, ‘Pooh’, proviene de un cisne al que Christopher Robin alimentaba por las mañanas.

### Personaje

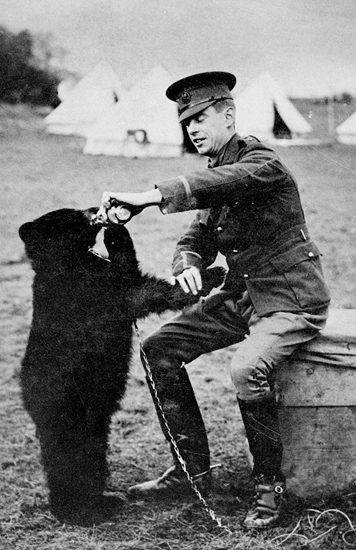
Harry Colebourn y Winnie, 1914

En los libros de Milne, Pooh es ingenuo y lento, pero también es amigable, pensativo, y determinado. Aunque él y sus amigos coinciden en que no tiene cerebro, Pooh es reconocido ocasionalmente por tener ideas brillantes que por lo general nacen del sentido común. Vive en el Bosque de los Cien Acres, en una casa construida dentro de un árbol, al igual que sus amigos, Piglet, Tigger,  Ígor, Christopher Robin, Conejo, Cangu, Rito y Búho. 
A Pooh le gusta la comida, especialmente la miel, pero también la leche condensada y alimentos similares. Cuando visita a sus amigos, su deseo de que le ofrezcan un bocadillo entra en conflicto con la descortesía de preguntarlo directamente.

## Libros

### Primera publicación
El oso de peluche de Christopher Robin hizo su debut en el poema «Teddy Bear», de A. A. Milne, en la edición del 13 de febrero de 1924 de la revista Punch. Posteriormente fue incluido en el libro When We Were Very Young de Milne, el 6 de noviembre de 1924. Winnie-the-Pooh apareció por primera vez el 24 de diciembre de 1925 en una historia de Navidad, que fue pedida y publicada por el periódico londinense The Evening News e ilustrada por J. H. Dowd.

### La colecciónWinnie-the-Pooh

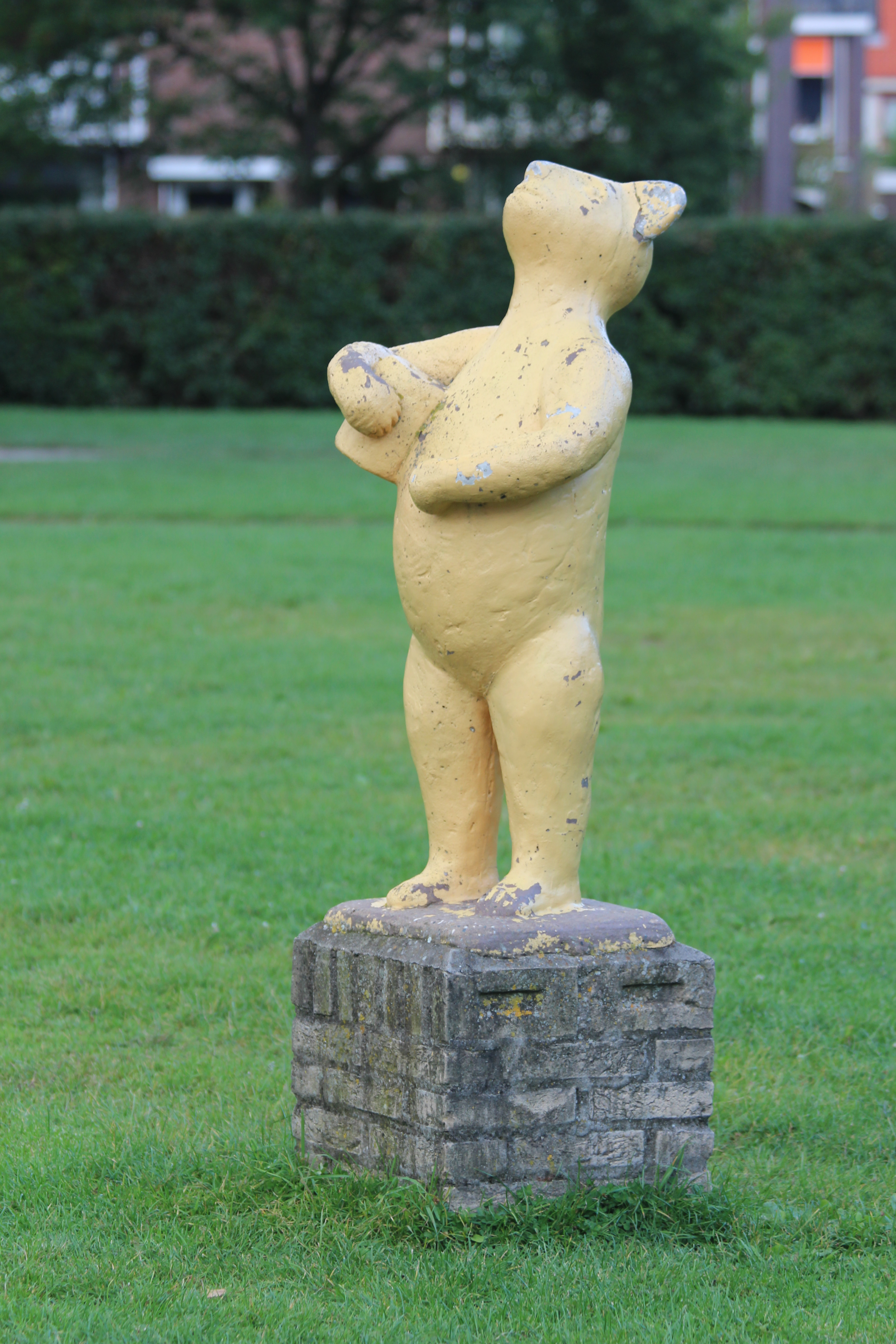
Estatua de Winnie Pooh en Leiderdorp (Países Bajos)

Milne escribió dos libros de aventuras del osito y sus amigos: Winnie-the-Pooh (1926) y The House at Pooh Corner (1928) inspirándose en su propio hijo y sus peluches, convertidos actualmente en piezas de museo. Entre ambos se editó Now We Are Six (1927) en la misma línea de libro de poesías de When we were very young y al igual que este encuadrado dentro de la colección.
Por lo que respecta a las ilustraciones de los libros de Winnie-the-Pooh, corrieron a cargo de E. H. Shepard, que también ilustró otro clásico de la literatura británica: El viento en los sauces de Kenneth Grahame. El artista se inspiró en "Growler", el oso de peluche de su propio hijo y no en el Pooh real. A. A. Milne donaría posteriormente los manuscritos de los libros a la biblioteca del Trinity College donde él, y más tarde su hijo Christopher Robin, se habían graduado.
Tanto Winnie-the-Pooh, como Piglet, Tigger (que sólo aparece en el segundo libro), Ígor (Eeyore), Cangu (Kanga) y Rito (Roo) eran juguetes reales de Christopher Robin Milne mientras que Conejo y Búho fueron inventados por su padre inspirándose en los animales del bosque donde vivían. Topo, el constructor compulsivo, fue añadido por Disney.
E. P. Dutton, editora en Estados Unidos de los libros de Milne, compró los peluches originales y actualmente se exhiben en una vitrina en la Central Children Room del Donnell Library Center dependiente de la Biblioteca Pública de Nueva York. Rito no ha llegado a nuestros días ya que se perdió en el campo.
En el bosque de Ashdown se encuentra el puente de Posingford, construido en 1907. Restaurado en los años setenta, fue rebautizado con el nombre por el que fue inmortalizado en los libros de Winnie-the-Pooh, "Puente de los Poohsticks", y reinaugurado en mayo de 1979 por el propio C. R. Milne, a pesar de su aversión a las multitudes.

#### Traducciones en español
La primera traducción de Winnie-the-Pooh, El osito Pu, se había hecho en Argentina por Germán Berdiales en 1945, y editada por el editorial Papyrus. 
La segunda traducción del primer libro, El osito Winnie Pu y el árbol de la miel, salió en 1968. Y el segundo libro fue traducido por primera vez en 1969, como El osito Winnie Pu y la casita de Igore. Los libros eran traducidos por Eduardo Mallorquí y editados por el Editorial Bruguera. Algunas ediciones salieron con los personajes de Disney en la portada.
El primer libro de Pooh, Winnie-the-Pooh, fue retraducido por Isabel Gortázar en 1985  como Winny de Puh; luego para el segundo, El rincón de Puh, Juan Ramón Azaola mantuvo los mismos nombres. Estas traducciones eran editadas por Altea.
Mientras Disney ha editado películas y libros en español de Winnie-the-Pooh, las traducciones de los libros originales no usan los mismos nombres para los personajes (con la excepción de Conejo).

## Adaptaciones

### Filmografía
- 2017: Goodbye Christopher Robin, un drama británico que explora la creación de Winnie-the-Pooh con Domhnall Gleeson interpretando a A. A. Milne.[8]
- 2023: Winnie-the-Pooh: Blood and Honey, una adaptación de terror que muestra a Winnie-the-Pooh y a Piglet como maníacos homicidas que se lanzan a matar después de que Christopher Robin los abandona.[9]

#### Adaptación soviética
En la Unión Soviética se realizaron 3 historias de Winnie-the-Pooh, (transcrito en ruso como "Vinni Pukh") (ruso: Винни-Пух). Soyuzmultfilm realizó esta trilogía de cortometrajes desde 1969 hasta 1972 y dirigidos por Fyodor Khitruk. Esto después de que Disney le diera permiso a la productora para crear su propia versión, como un gesto de détente en la Guerra Fría.
- Винни-Пух (Winnie-the-Pooh, 1969) – basado en el capítulo 1
- Винни-Пух идёт в гости (Winnie-the-Pooh Pays a Visit, 1971) – basado en el capítulo 2
- Винни-Пух и день забот (Winnie the Pooh and the Blustery Day, 1972) – basado en los capítulos 4 y 6.

Las películas usan la traducción de los libros realizada por Boris Zakhoder, en tanto que Yevgeny Leonov se encargó de dar voz a Pooh. A diferencia de las adaptaciones de Disney, los animadores no hicieron sus representaciones del personaje de acuerdo a las ilustraciones de Shepard, por lo que crearon una imagen diferente. Las adaptaciones soviéticas usan gran parte del texto original de Milne y a menudo resaltan características de las personalidades de los personajes de Milne que no aparecen en las versiones de Disney.

### Televisión
- 1958-1960: Shirley Temple's Storybook en NBC: Una versión con marionetas de todos los personajes de Winnie The Pooh, diseñados, confeccionados y operados por Bil y Cora Baird. Pooh es doblado por Franz Fazakas.

- Durante la década de 1970, el programa de televisión infantil de la BBC Jackanory serializó los dos libros, que fueron leídos por Willie Rushton.[12]

### Adaptaciones de Disney
Entre los entusiastas de los libros de Milne se encontraban las propias hijas de Walt Disney, quien terminó adquiriendo los derechos de los personajes. En 1966 Disney hace el primer cortometraje sobre Pooh: Winnie the Pooh y el árbol de miel, en 1968 el segundo Winnie the Pooh en el bosque encantado, y en 1974 Winnie the Pooh y Tigger también.
El primer largometraje, The Many Adventures of Winnie the Pooh se lanzaría en 1977, el cual recopilaba los tres cortometrajes en una misma historia. Mientras que otro cortometraje, Winnie the Pooh and a Day for Eeyore, fue estrenado en 1983.
En 1997 se estrenó directamente a vídeo la película Pooh's Grand Adventure. Otros largometrajes se estrenaron en cines, entre los cuales La película de Tigger en el año 2000, La gran película de Piglet en 2003, Pooh's Heffalump Movie en 2005, y Winnie the Pooh en 2011. Mientras que otros largometrajes fueron lanzados directamente para vídeo.
La versión de Disney de los personajes también aparecieron en varias series de televisión, videojuegos y libros.
En 2018 se estrenó Christopher Robin, una película que combina acción real y animación CGI.

## Legado

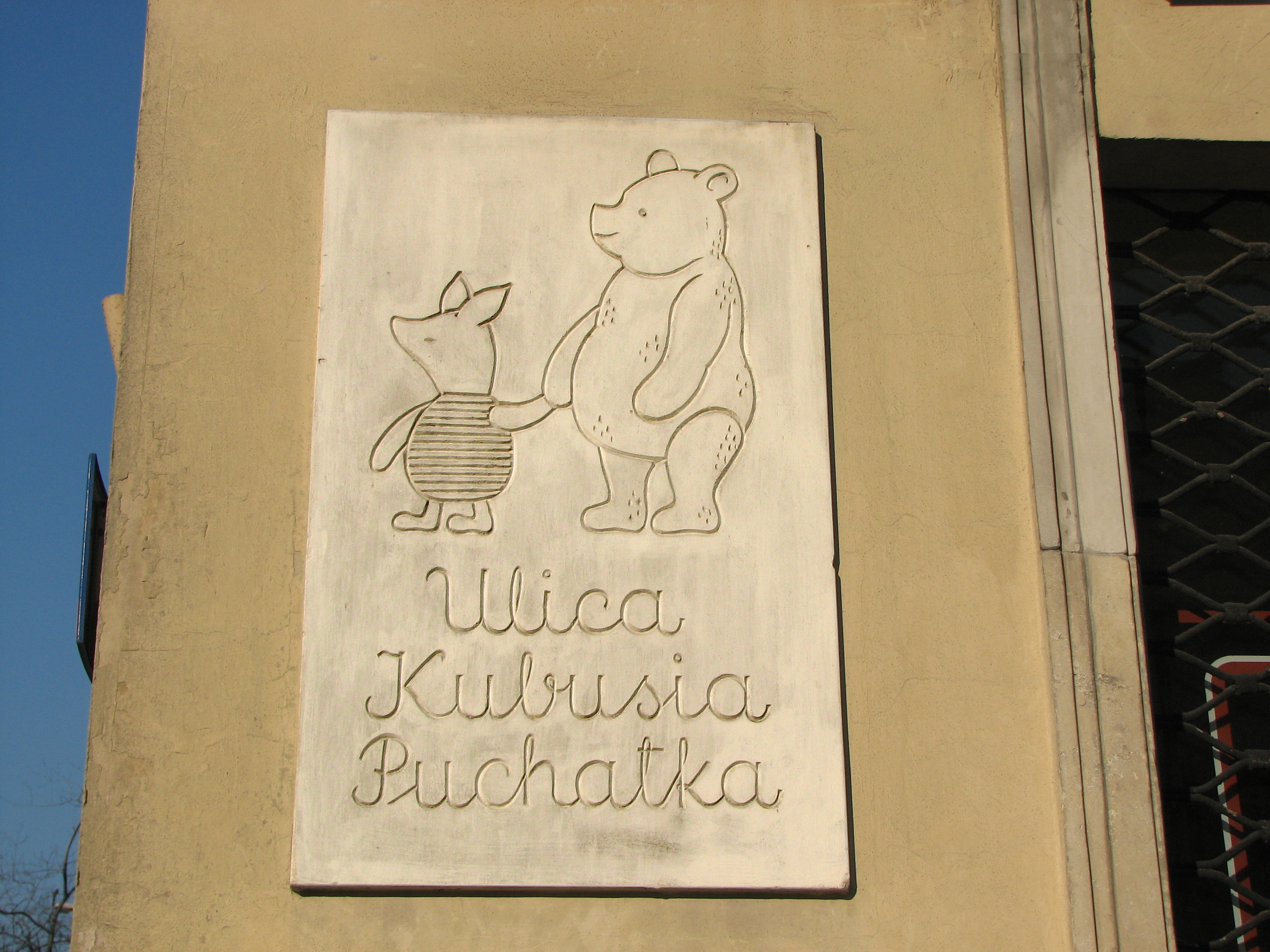
Una placa en la calle Winnie-the-Pooh (ulica Kubusia Puchatka) en Varsovia.

Winnie the Pooh ha inspirado múltiples textos que explican ideas filosóficas complejas. Benjamin Hoff usó los personajes de Milne en The Tao of Pooh y The Te of Piglet para explicar el taoísmo. Similarmente, Frederick Crews escribió ensayos sobre los libros de Pooh en jerga académica abstrusa en The Pooh Perplex y Postmodern Pooh para satirizar una variedad de corrientes filosóficas. Por otro lado, John T. Williams usó al personaje como un recurso para ilustrar el trabajo de filósofos occidentales como Descartes, Kant, Platón y Nietzsche en su libro Pooh and the Philosophers.
Considerado como uno de los mejores personajes de la literatura infantil británica, en 2011 Winnie the Pooh fue incluido por votación en la lista de íconos de Inglaterra. Además, la revista Forbes calificó a Pooh como el personaje ficticio más valioso en 2002 debido a que las ganancias que generaron solamente sus productos sobrepasaron los 5 900 millones de dólares ese año. En 2005 generó 6 000 millones de dólares, una cantidad superada únicamente por Mickey Mouse, y un año después Pooh recibió una estrella en el Paseo de la fama de Hollywood al cumplirse 80 años de su creación. Asimismo, el oso es tan popular en Polonia, que su capital, Varsovia, nombró una calle en su honor Ulica Kubusia Puchatka. También existe una calle con su nombre en Budapest (Micimackó utca).
En cuanto a la música, Kenny Loggins escribió la canción «House at Pooh Corner», que fue grabada originalmente por la banda Nitty Gritty Dirt Band. Posteriormente, Loggins reescribió la canción como «Return to Pooh Corner», y se incluyó en el álbum homónimo de 1991. En tanto que en Italia, una banda pop tomó su nombre en base al personaje, denominándose Pooh, y en Estonia lo hizo la banda punk/metal Winny Puhh.
El juego Poohsticks, que es mencionado en el libro The House at Pooh Corner y en las películas, se ha convertido en un deporte real y cada año se realiza un campeonato mundial en Oxfordshire; este consiste en arrojar palos en un arroyo desde un puente y esperar a ver cuál cruza la meta primero. Además, el Ashdown Forest, un bosque ubicado en Inglaterra, es el lugar donde se desarrollan las historias de Pooh, por lo que se ha convertido en una atracción turística popular; incluye un puente de madera llamado «Pooh Bridge», donde Pooh y Piglet inventaron Poohsticks.

## Prohibición en China
En China las imágenes de Pooh fueron censuradas a mitad de 2017 debido a la popularidad de memes en los que se comparaba al presidente chino Xi Jinping con Pooh. A causa de esta polémica, la película de 2018 Christopher Robin no tuvo una fecha de estreno en el país asiático. 
Por otro lado, cuando Xi visitó Filipinas, varios manifestantes publicaron imágenes de Pooh en redes sociales como forma de rechazo. Asimismo, otros políticos también han sido comparados a otros personajes de Winnie-the-Pooh junto como Xi, incluyendo a Barack Obama como Tigger, Carrie Lam, Rodrigo Duterte y Peng Liyuan como Piglet, y Fernando Chui y Shinzo Abe como Ígor.
El nombre de Pooh en chino (en chino simplificado, 小熊维尼; literalmente, ‘pequeño oso Winnie’) ha sido prohibido en videojuegos como Overwatch, World of Warcraft, PlayerUnknown's Battlegrounds, Arena of Valor, y Devotion. Además, las imágenes del personaje en Kingdom Hearts III fueron borradas.